# Werner Wickel
Werner Wickel (* 29. Juli 1880 in Wiesbaden; † 23. Oktober 1946 in Schönebeck (Elbe)) war ein deutscher liberaler Politiker (DDP) und Lehrerfunktionär. Er war Abgeordneter des Preußischen Landtages.

## Leben
Werner Wickel besuchte die Volksschule und das Humanistische Gymnasium in Wiesbaden. Er absolvierte das Lehrerseminar in Schlüchtern und Preußisch Eylau und war anschließend zunächst als Hauslehrer in Ostpreußen, dann Präparandenlehrer in Herborn. Ab 1906 arbeitete er als Lehrer in Heftrich. 1916 wurde er zum Kriegsdienst eingezogen. Von 1920 bis 1931 fungierte Wickel als Vorsitzender des Allgemeinen Lehrervereins im Regierungsbezirk Wiesbaden.
Zwischen 1925 und 1928 gehörte Wickel für die Deutsche Demokratische Partei (DDP) dem Preußischen Landtag an. 1929 und 1930 war er Mitglied des Parteiausschusses der DDP.

## Schriften
- als Herausgeber mit Otto Thinius: Der Kreis Calbe. Ein Heimatbuch. Ein Sammelwerk der heimatlichen Arbeitsgemeinschaft des Kreises Calbe im Regierungsbezirk Magdeburg. Hesse & Becker, Leipzig 1938.